# Front (anatomie)
Pour les articles homonymes, voir Front.
Le front correspond à la partie supérieure de la tête chez l'être humain ou les mammifères. En anatomie humaine, le sommet du front est délimité par la ligne frontale sur le cuir chevelu, et le bas par l'arcade sourcilière (les sourcils ne font cependant pas partie de la zone frontale). Les deux côtés du front sont délimités par l'os pariétal.

## Chirurgie esthétique
En chirurgie esthétique, la reconstruction frontale est une pratique qui consiste en la modification de la forme du front afin de créer une apparence plus esthétique.